# Dicranomyia trialbocincta
Dicranomyia trialbocincta är en tvåvingeart som först beskrevs av Alexander 1941. Dicranomyia trialbocincta ingår i släktet Dicranomyia och familjen småharkrankar.
Artens utbredningsområde är Panama. Inga underarter finns listade i Catalogue of Life.